# Список диктаторів Стародавнього Риму
Диктатори в Стародавньому Римі призначалися строго за певних причин:
- Rei gerundae causa — для ведення війни;
- Clavi figendi causa — для забивання цвяха в храмі Юпітера;
- Quaestionibus exercendis — для проведення судових процесів;
- Seditionis sedandae causa — для придушення заколоту;
- Ludorum faciendorum causa — для проведення громадських ігор;
- Feriarum constituendarum causa — для проведення громадських ігор;
- Comitiorum habendorum causa — для проведення коміцій;
- Legendo senatui — для поповнення сенату;
- Legibus faciendis et rei publicae constituendae causa — для проведення законів і для приведення республіки в порядок.

## VI століття до н. е.
| рік до н. е. | Диктатор        | Оригінал імені       | Magister equitum       | Оригінал імені              | Причина            |
| ------------ | --------------- | -------------------- | ---------------------- | --------------------------- | ------------------ |
| 501          | Тіт Ларцій Флав | Titus Larcius Flavus | Спурій Кассій Вісцелін | Spurius Cassius Viscellinus | rei gerundae causa |
| 501 (?)      | Маній Валерій   | Manius Valerius      | ?                      | ?                           | rei gerundae causa |

## V століття до н. е.
| рік до н. е. | Диктатор                            | Оригінал імені                            | Magister equitum              | Оригінал імені                     | Причина                                          |
| ------------ | ----------------------------------- | ----------------------------------------- | ----------------------------- | ---------------------------------- | ------------------------------------------------ |
| 496 (499?)   | Авл Постумій Альб Регіллен          | Aulus Postumius Albus Regillensis         | Тіт Ебуцій Гельва             | Titus Aebutius Helva               | Rei gerundae causa                               |
| 494          | Маній Валерій Волуз Максим          | Manius Valerius Volusus Maximus           | Квінт Сервілій Пріск Структ   | Quintus Servilius Priscus Structus | Rei gerundae causa                               |
| 463 (?)      | Гай Емілій Мамерк                   | Gaius Aemilius Mamercus                   | ?                             | ?                                  | Clavi figendi causa                              |
| 458          | Луцій Квінкцій Цинціннат            | Lucius Quinctius Cincinnatus              | Луцій Тарквіцій Флакк         | Lucius Tarquitius Flaccus          | Rei gerundae causa                               |
| 439          | Луцій Квінкцій Цинціннат            | Lucius Quinctius Cincinnatus              | Гай Сервілій Структ Агала     | Gaius Servilius Structus Ahala     | Rei gerundae causa або seditionis sedandae causa |
| 437          | Мамерк Емілій Мамерцін              | Mamercus Aemilius Mamercinus              | Луцій Квінкцій Цинціннат      | Lucius Quinctius Cincinnatus       | Rei gerundae causa                               |
| 435          | Квінт Сервілій Пріск Фіденат        | Quintus Servilius Priscus Fidenas         | Постум Ебуцій Гельва Корніцен | Postumius Aebutius Helva Cornicen  | Rei gerundae causa                               |
| 434          | Мамерк Емілій Мамерцін              | Mamercus Aemilius Mamercinus              | Авл Постумій Туберт           | Aulus Postumius Tubertus           | Rei gerundae causa                               |
| 431          | Авл Постумій Туберт                 | Aulus Postumius Tubertus                  | Луцій Юлій Юл                 | Lucius Iulius Iullus               | Rei gerundae causa                               |
| 426          | Мамерк Емілій Мамерцін              | Mamercus Aemilius Mamercinus              | Авл Корнелій Косс             | Aulus Cornelius Cossus             | Rei gerundae causa                               |
| 418          | Квінт Сервілій Структ Пріск Фіденат | Quintus Servilius Strutto Priscus Fidenas | Гай Сервілій Аксіла           | Gaius Servilius Axilla             | Rei gerundae causa                               |
| 408          | Публій Корнелій Рутіл Косс          | Publius Cornelius Rutilus Cossus          | Гай Сервілій Структ Агала     | Gaius Servilius Strutto Ahala      | Rei gerundae causa                               |

## IV століття до н. е.
| рік до н. е. | Диктатор                           | Оригінал імені                               | Magister equitum                                                         | Оригінал імені                                           | Причина                                          |
| ------------ | ---------------------------------- | -------------------------------------------- | ------------------------------------------------------------------------ | -------------------------------------------------------- | ------------------------------------------------ |
| 396          | Марк Фурій Камілл                  | Marcus Furius Camillus                       | Публій Корнелій Малугінен                                                | Publius Cornelius Maluginensis                           | Rei gerundae causa                               |
| 390          | Марк Фурій Камілл                  | Marcus Furius Camillus                       | Луцій Валерій Потіт                                                      | Lucius Valerius Potitus                                  | Rei gerundae causa                               |
| 389          | Марк Фурій Камілл                  | Marcus Furius Camillus                       | Гай Сервілій Структ Агала                                                | Gaius Servilius Ahala                                    | Rei gerundae causa                               |
| 385          | Авл Корнелій Косс                  | Aulus Cornelius Cossus                       | Тит Квінкцій Цинциннат Капітолін                                         | Titus Quinctius Cincinnatus Capitolinus                  | Rei gerundae causa                               |
| 380          | Тит Квінкцій Цинциннат Капітолін   | Titus Quinctius Cincinnatus Capitolinus      | Авл Семпроній Атратін                                                    | Aulus Sempronius Atratinus                               | Rei gerundae et seditionis sedandae causa        |
| 368          | Марк Фурій Камілл                  | Marcus Furius Camillus                       | Луцій Емілій Мамерцін                                                    | Lucius Aemilius Mamercinus                               | Rei gerundae causa                               |
| 368          | Публій Манлій Капітолін            | Publius Manlius Capitolinus                  | Гай Ліциній Кальв                                                        | Gaius Licinius Calvus                                    | Seditionis sedandae et rei gerundae causa        |
| 367          | Марк Фурій Камілл                  | Marcus Furius Camillus                       | Тит Квінкцій Цинциннат Капітолін                                         | Titus Quinctius Cincinnatus Capitolinus                  | Rei gerundae causa                               |
| 363          | Луцій Манлій Капітолін Імперіос    | Lucius Manlius Capitolinus Imperiosus        | Луцій Пінарій Натта                                                      | Lucius Pinarius Natta                                    | Clavi figendi causa                              |
| 362          | Аппій Клавдій Красс Інрегілленс    | Appius Claudius Crassus Inregillensis        | Публій Корнелій Скапула (?)                                              | Publius Cornelius Scapula (?)                            | Rei gerundae causa                               |
| 361          | Тит Квінкцій Пен Капітолін Криспін | Titus Quinctius Poenus Capitolinus Crispinus | Сервій Корнелій Малугінен                                                | Servius Cornelius Maluginensis                           | Rei gerundae causa                               |
| 360          | Квінт Сервілій Агала               | Quintus Servilius Ahala                      | Тит Квінкцій Пен Капітолін Криспін                                       | Titus Quinctius Pennus Capitolinus Crispinus             | Rei gerundae causa                               |
| 358          | Гай Сульпіцій Петік                | Gaius Sulpicius Peticus                      | Марк Валерій Публікола                                                   | Marcus Valerius Poplicola                                | Rei gerundae causa                               |
| 356          | Гай Марцій Рутіл                   | Gaius Marcius Rutilus                        | Гай Плавцій Прокул                                                       | Gaius Plautius Proculus                                  | Rei gerundae causa                               |
| 353          | Тит Манлій Імперіос Торкват        | Titus Manlius Imperiosus Torquatus           | Авл Корнелій Косс Арвіна                                                 | Aulus Cornelius Cossus Arvina                            | Rei gerundae causa                               |
| 352          | Гай Юлій Юл                        | Gaius Iulius Iullus                          | Луцій Емілій Мамерцін                                                    | Lucius Aemilius Mamercinus                               | Rei gerundae et comitiorum habendorum causa      |
| 351          | Марк Фабій Амбуст                  | Marcus Fabius Ambustus                       | Квінт Сервілій Агала                                                     | Quintus Servilius Ahala                                  | Comitiorum habendorum causa                      |
| 350          | Луцій Фурій Камілл                 | Lucius Furius Camillus                       | Публій Корнелій Сципіон                                                  | Publius Cornelius Scipio                                 | Comitiorum habendorum causa                      |
| 349          | Тит Манлій Імперіос Торкват        | Titus Manlius Imperiosus Torquatus           | Авл Корнелій Косс Арвіна                                                 | Aulus Cornelius Cossus Arvina                            | Comitiorum habendorum causa                      |
| 348          | ?                                  | ?                                            | ?                                                                        | ?                                                        | Comitiorum habendorum causa                      |
| 345          | Луцій Фурій Камілл                 | Lucius Furius Camillus                       | Гней Манлій Капітолін Імперіос                                           | Gnaeus Manlius Capitolinus Imperiosus                    | Rei gerundae causa                               |
| 344          | Публій Валерій Публікола           | Publius Valerius Publicola                   | Квінт Фабій Амбуст                                                       | Quintus Fabius Ambustus                                  | Feriarum constituendarum causa                   |
| 342          | Марк Валерій Корв                  | Marcus Valerius Corvus                       | Луцій Емілій Мамерцін Привернат                                          | Lucius Aemilius Mamercinus Privernas                     | Seditionis sedandae causa або rei gerundae causa |
| 340          | Луцій Папірій Красс                | Lucius Papirius Crassus                      | Луцій Папірій Курсор                                                     | Lucius Papirius Cursor                                   | Rei gerundae causa                               |
| 339          | Квінт Публілій Філон               | Quintus Publilius Philo                      | Децим Юній Брут Сцева                                                    | Decimus Iunius Brutus Scaeva                             |                                                  |
| 337          | Гай Клавдій Красс Інрегілленс      | Gaius Claudius Crassus Inregillensis         | Гай Клавдій Гортатор                                                     | Gaius Claudius Hortator                                  | ?                                                |
| 335          | Луцій Емілій Мамерцін Привернат    | Lucius Aemilius Mamercinus Privernas         | Квінт Публілій Філон                                                     | Quintus Publilius Philo                                  | Comitiorum habendorum causa                      |
| 333          | Публій Корнелій Руфін              | Publius Cornelius Rufinus                    | Марк Антоній                                                             | Marcus Antonius                                          | Rei gerundae causa (?)                           |
| 332          | Марк Папірій Красс                 | Marcus Papirius Crassus                      | Публій Валерій Публікола                                                 | Publius Valerius Poplicola                               | Rei gerundae causa                               |
| 331          | Гней Квінкцій Капітолін            | Gnaeus Quinctius Capitolinus                 | Луцій Валерій Потіт                                                      | Lucius Valerius Potitus                                  | Clavi figendi causa                              |
| 327          | Марк Клавдій Марцелл               | Marcus Claudius Marcellus                    | Спурій Постумій Альбін Каудін                                            | Spurius Postumius Albinus Caudinus                       | Comitiorum habendorum causa                      |
| 324          | Луцій Папір Курсор                 | Lucius Papirius Cursor                       | Квінт Фабій Максим Рулліан                                               | Quintus Fabius Maximus Rullianus                         | Rei gerundae causa                               |
| 322          | Авл Корнелій Косс Арвіна           | Aulus Cornelius Cossus Arvina                | Марк Фабій Амбуст                                                        | Marcus Fabius Ambustus                                   | Rei gerundae et ludorum faciendorum causa        |
| 321          | Квінт Фабій Амбуст                 | Quintus Fabius Ambustus                      | Публій Елій Пет                                                          | Publius Aelius Paetus                                    | Comitiorum habendorum causa                      |
| 321          | Марк Емілій Пап                    | Marcus Aemilius Papus                        | Луцій Валерій Флакк                                                      | Lucius Valerius Flaccus                                  | Comitiorum habendorum causa                      |
| 320          | Гай Меній                          | Gaius Maenius                                | Марк Фослій Флакцінатор                                                  | Marcus Foslius Flaccinator                               | Quaestionibus exercendis                         |
| 320          | Луцій Корнелій Лентул              | Lucius Cornelius Lentulus                    | Луцій Папір Курсор                                                       | Lucius Papirius Cursor                                   | Rei gerundae causa (?)                           |
| 320          | Тит Манлій Імперіос Торкват        | Titus Manlius Imperiosus Torquatus           | Луцій Папір Курсор                                                       | Lucius Papirius Cursor                                   | Comitiorum habendorum causa (?)                  |
| 316          | Луцій Емілій Мамерцін Привернат    | Lucius Aemilius Mamercinus Privernas         | Луцій Фульвій Курв                                                       | Lucius Fulvius Curvus                                    | Rei gerundae causa                               |
| 315          | Квінт Фабій Максим Рулліан         | Quintus Fabius Maximus Rullianus             | Квінт Авлій Церретан                                                     | Quintus Aulius Cerretanus                                | Rei gerundae causa                               |
| 314          | Гай Меній                          | Gaius Maenius                                | Марк Фослій Флакцінатор                                                  | Marcus Foslius Flaccinator                               | Rei gerundae causa                               |
| 313          | Гай Петелій Лібон Візол            | Gaius Poetelius Libo Visolus                 | Марк Петелій Лібон                                                       | Marcus Poetelius Libo                                    | Rei gerundae et clavi figendi causa              |
| 312          | Гай Сульпіцій Лонг                 | Gaius Sulpicius Longus                       | Гай Юній Бубульк Брут                                                    | Gaius Iunius Bubulcus Brutus                             | Rei gerundae causa                               |
| 312          | Гай Юній Бубульк Брут              | Gaius Iunius Bubulcus Brutus                 | ?                                                                        | ?                                                        | Rei gerundae causa                               |
| 309          | Луцій Папір Курсор                 | Lucius Papirius Cursor                       | Гай Юній Брут Бубульк                                                    | Gaius Iunius Bubulcus Brutus                             | Rei gerundae causa                               |
| 306          | Публій Корнелій Сципіон Барбат     | Publius Cornelius Scipio Barbatus            | Публій Децій Мус                                                         | Publius Decius Mus                                       | Comitiorum habendorum causa                      |
| 302          | Гай Юній Брут Бубульк              | Gaius Iunius Bubulcus Brutus                 | Марк Тітіній                                                             | Marcus Titinius                                          | Rei gerundae causa                               |
| 301 (300?)   | Марк Валерій Корв                  | Marcus Valerius Corvus                       | Квінт Фабій Максим Рулліан відмовився, після чого став Марк Емілій Павло | Quintus Fabius Maximus Rullianus Marcus Aemilius Paullus | Rei gerundae causa                               |

## III століття до н. е.
| рік до н. е.  | Диктатор                              | Оригінал імені                              | Magister equitum | Оригінал імені                  | Причина                                                  |
| ------------- | ------------------------------------- | ------------------------------------------- | --- | ------------------------------- | -------------------------------------------------------- |
| Між 291 і 285 | Марк Емілій Барбула                   | Marcus Aemilius Barbula                     | ? | ?                               | Rei gerundae causa (?)                                   |
| Між 291 і 285 | Аппій Клавдій Цек                     | Appius Claudius Caecus                      | ? | ?                               | Rei gerundae causa (?)                                   |
| Між 291 і 285 | Публій Корнелій Руфін                 | Publius Cornelius Rufinus                   | ? | ?                               | Rei gerundae causa (?)                                   |
| 287           | Квінт Гортензій                       | Quintus Hortensius                          | ? | ?                               | Seditionis sedandae causa або rei gerundae causa         |
| 280           | Гней Доміцій Кальвін Максим           | Gnaeus Domitius Calvinus Maximus            | ? | ?                               | Comitiorum habendorum causa                              |
| 263           | Гней Фульвій Максим Центумал          | Gnaeus Fulvius Maximus Centumalus           | Квінт Марцій Філіпп | Quintus Marcius Philippus       | Clavi figendi causa                                      |
| 257           | Квінт Огульній Галл                   | Quintus Ogulnius Gallus                     | Марк Леторій Планціан (?) | Marcus Laetorius Plancianus (?) | Ludorum faciendorum causa                                |
| 249           | Марк Клавдій Гліція                   | Marcus Claudius Glicia                      | Луцій Цецилій Метелл | Lucius Caecilius Metellus       | Rei gerundae causa                                       |
| 249           | Авл Атілій Калатін                    | Aulus Atilius Calatinus                     | Луцій Цецилій Метелл | Lucius Caecilius Metellus       | Rei gerundae causa                                       |
| 246           | Тіберій Корунканій                    | Tiberius Coruncanius                        | Марк Фульвій Флакк | Marcus Fulvius Flaccus          | Comitiorum habendorum causa                              |
| 231           | Гай Дуілій                            | Gaius Duilius                               | Гай Аврелій Котта | Gaius Aurelius Cotta            | Comitiorum habendorum causa                              |
| 224           | Луцій Цецилій Метелл                  | Lucius Caecilius Metellus                   | Нумерій Фабій Бутеон | Numerius Fabius Buteo           | Comitiorum habendorum causa                              |
| 221           | Квінт Фабій Максим Веррукоз Кунктатор | Quintus Fabius Maximus Verrucosus Cunctator | Гай Фламіній | Gaius Flaminius                 | Rei gerundae causa (?)                                   |
| 217           | Квінт Фабій Максим Веррукоз Кунктатор | Quintus Fabius Maximus Verrucosus Cunctator | Марк Мінуцій Руф | Marcus Minucius Rufus           | Rei gerundae causa                                       |
| 217           | Марк Мінуцій Руф                      | Marcus Minucius Rufus                       | начальника кінноти не було, тому що сенат урівняв в правах Квінта Фабія Максима Веррукоза і його начальника кінноти Марка Мінуція Руфа, надавши обом диктаторські повноваження |                                 | Rei gerundae causa                                       |
| 217           | Луцій Ветурій Філон                   | Lucius Veturius Philo                       | Марк Помпоній Матон | Marcus Pomponius Matho          | Comitiorum habendorum causa                              |
| 216           | Марк Юній Пера                        | Marcus Iunius Pera                          | Тиберій Семпроній Гракх | Tiberius Sempronius Gracchus    | Rei gerundae causa                                       |
| 216           | Марк Фабій Бутеон                     | Marcus Fabius Buteo                         | ? | ?                               | Legendo senatui                                          |
| 213           | Гай Клавдій Центон                    | Gaius Claudius Centho                       | Квінт Фульвій Флакк | Quintus Fulvius Flaccus         | Comitiorum habendorum causa                              |
| 210           | Квінт Фульвій Флакк                   | Quintus Fulvius Flaccus                     | Публій Ліциній Красс Дів | Publius Licinius Crassus Dives  | Comitiorum habendorum causa                              |
| 208           | Тит Манлій Торкват                    | Titus Manlius Torquatus                     | Гай Сервілій Гемін | Gaius Servilius Geminus         | Comitiorum habendorum causa et ludorum faciendorum causa |
| 207           | Марк Лівій Салінатор                  | Marcus Livius Salinator                     | Квінт Цецилій Метелл | Quintus Caecilius Metellus      | Comitiorum habendorum causa                              |
| 205           | Квінт Цецилій Метелл                  | Quintus Caecilius Metellus                  | Луцій Ветурій Філон | Lucius Veturius Philo           | Comitiorum habendorum causa                              |
| 203           | Публій Сульпіцій Гальба Максим        | Publius Sulpicius Galba Maximus             | Марк Сервілій Пулекс Гемін | Marcus Servilius Pulex Geminus  | Comitiorum habendorum causa або rei gerundae causa       |
| 202           | Гай Сервілій Гемін                    | Gaius Servilius Geminus                     | Публій Елій Пет | Publius Aelius Paetus           | Comitiorum habendorum causa                              |

## I століття до н. е.
| рік до н. е. | Диктатор             | Оригінал імені                 | Magister equitum                                                                                | Оригінал імені                                          | Причина                                               |
| ------------ | -------------------- | ------------------------------ | ----------------------------------------------------------------------------------------------- | ------------------------------------------------------- | ----------------------------------------------------- |
| 82-79        | Луцій Корнелій Сулла | Lucius Cornelius Sulla (Felix) | Луцій Валерій Флакк                                                                             | Lucius Valerius Flaccus                                 | Legibus faciendis et rei publicae constituendae causa |
| 49           | Гай Юлій Цезар       | Gaius Iulius Caesar            | немає                                                                                           | немає                                                   | Rei gerundae causa                                    |
| 48           | Гай Юлій Цезар       | Gaius Iulius Caesar            | Марк Антоній                                                                                    | Marcus Antonius                                         | Rei gerundae causa                                    |
| 47           | Гай Юлій Цезар       | Gaius Iulius Caesar            | Марк Антоній                                                                                    | Marcus Antonius                                         | Rei gerundae causa                                    |
| 46           | Гай Юлій Цезар       | Gaius Iulius Caesar            | Марк Емілій Лепід                                                                               | Marcus Aemilius Lepidus                                 | Rei gerundae causa                                    |
| 45           | Гай Юлій Цезар       | Gaius Iulius Caesar            | Марк Емілій Лепід                                                                               | Marcus Aemilius Lepidus                                 | Rei gerundae causa                                    |
| 44           | Гай Юлій Цезар       | Gaius Iulius Caesar            | Марк Емілій Лепід, потім Гай Юлій Цезар Октавіан (призначений, але не встиг вступити на посаду) | Marcus Aemilius Lepidus, Gaius Iulius Caesar Octavianus | Rei gerundae causa; perpetuus                         |